# Falsamblesthis ibiyara
Falsamblesthis ibiyara är en skalbaggsart som beskrevs av Luciane Marinoni 1978. Falsamblesthis ibiyara ingår i släktet Falsamblesthis och familjen långhorningar. Inga underarter finns listade i Catalogue of Life.